# Le Grand Cérémonial
Pour plus de détails, voir Fiche technique et Distribution.
Le Grand Cérémonial est un film français réalisé par Pierre-Alain Jolivet et sorti en 1969.

## Fiche technique
- Titre : Le Grand Cérémonial
- Réalisation : Pierre-Alain Jolivet
- Scénario : Pierre-Alain Jolivet et Serge Ganzl, d'après la pièce de Fernando Arrabal
- Photographie : Bernard Daillencourt
- Décors : Jacques Mawart
- Son : Raymond Saint-Martin
- Musique : Jack Arel
- Montage : Mireille Mauberna
- Production : Alcinter
- Pays :  France
- Durée : 105 minutes
- Date de sortie : France - 16 avril 1969

## Distribution
- Ginette Leclerc : la mère
- Michel Tureau : Casanova
- Marcella Saint-Amant : Syl
- Fernando Arrabal : le vendeur de lingerie
- Jean-Daniel Ehrmann : l'amant de Syl
- Roger Lumont : l'homme du train
- Chantal Torres
- Marie-France Le Signe
- Robert BONNARDOT: Le Chef de la Bande